# Sonja Augart
Sonja Augart (* 1972 in Krumbach) ist eine deutsche Künstlerin, Choreographin, Tänzerin, Performerin und Kuratorin.

## Leben
Bereits während ihres Tanzstudiums an der Fontys Academie in Tilburg/Niederlande choreographierte sie erste Tanzstücke wie "Hier bin ich Mensch" (1995, auf dem Dach einer Parkgarage) und "Visiting the Neighbourhood" (1996, in einer abgesperrten Straße).
Augart bekam 1996 den Auftrag für ein Tanzstück anlässlich der Eröffnung des Neubaus der Fontys Academie, was zur Choreographie "Kalte Platte" führte. Von 1997 bis 2001 arbeitete sie mit dem Productiehuis Brabant zusammen, woraus Produktionen wie "rest", "P wie Mensch" (1998, Plaza Futura Eindhoven) und "Utopien" (2001, Festival Boulevard) entstanden. 1999 absolvierte Augart bei Codarts Rotterdam einen Studiengang Bühnentanz.
Als Tänzerin und Performerin wirkte sie bei zahlreichen internationalen Produktionen mit.
So tanzte Sonja Augart 1999 bei den Salzburger Festspielen in einer Choreographie von Vivienne Newport in der Barockoper "Les Boreades" (Dirigent: Sir Simon Rattle). Augart gehörte zur ursprünglichen Besetzung von Jérôme Bels "The show must go on", mit der sie von 2001 bis 2011 auf Welttournee war.
2000 tanzte sie in Frederic Flamands "The future of work" bei der EXPO in Hannover, und 2003 wirkte sie in "The Voices" von Tim Etchells und seinem Forced Entertainment im Prater der Volksbühne Berlin mit. 2003 gründete Sonja Augart Fragmenta, eine Stiftung für zeitgenössischen Tanz.
Im gleichen Jahr choreographierte Augart "Test" für Dansateliers Rotterdam, für dasselbe Haus 2004 "The freedom of misunderstanding chaos", Phase 1. Ebenfalls 2004 folgten dann "The freedom of misunderstanding chaos or the freedom of misunderstanding cows" für den PACT Zollverein in Essen und "Ein Versuch, dem Publikum etwas zu zeigen" im wp Zimmer Antwerpen/BE und dem Theater De Vorst in Tilburg/NL. 2005–2006 choreographierte Augart das Stück "Hellrot" für die Theater De Nwe Vorst Tilburg bzw. Theater Vooruit in Gent/BE. 2006 tanzte sie in "Wensloos gelukkig" van Hans Tuerlings` RAZ. 
2007 entstand das Projekt "Mensen die niets zien", das in den Niederlanden und in Ungarn zu sehen war. Von 2007 bis 2013 führte Augart eine Reihe von Performances für die Stiftung mEATing der Fotografin Tieneke Schuurmans aus. 2009 folgte "Aschblau" in Zusammenarbeit mit dem Komponisten, Musiker und Videokünstler Vincent Koreman. Ebenfalls 2009 erarbeitete Augart für die Humboldt-Stiftung in Quito/Ecuador das Stück "Viendeo Doble (como mirar la T.V. y bailar al mismo Tiempo)", zusammen mit dem ecuadorianischen Tänzer und Choreographen Esteban Donoso.
Von 2010 bis 2011 arbeitete Augart als Kuratorin für Tanz und Performance am Theater Frascati in Amsterdam, wo sie u. a. das Festival Something Raw kuratierte. 2012 entstand die Performance "Viktor in the Butcher", ausgeführt durch Viktor Halbnarr. Darüber hinaus kreiert Sonja Augart auch Installationen wie 2008–2009 "One minute in space, an installation with a bouncy castle" (Niederlande und Mexiko). 2010 entstand die Installation "Tender/zacht. Installation with four rabbits, a grass field, four tv`s and Richard Gere"  im Foyer des Theater Frascati Amsterdam.
Von 2006 bis 2010 machte Sonja Augart eine Ausbildung zum Feldenkrais-Practitioner.
Zitat eines Kritikers zum Werk von Sonja Augart:

„Characteristic of Sonja Augart`s work is its strong individuality, not to be compared with anything. It is always pure, honest and inquiring. Dance language liberated of its narrative meaning is convincing only if imagination is not imposed beforehand, and if awareness of form is not forced but intrinsically persuasive. The viewer is always a part of the performance, is never anonymously passive. The questions `What is choreography ?, `What is theatre ?` are just under the skin.“